# 자바 클래스 파일
자바 클래스 파일(Java class file)은 자바 가상 머신에서 실행 가능한 자바 바이트코드를 포함하는 컴퓨터 파일이다. 파일 확장자는 .class이다. 자바 클래스 파일은 보통 자바 클래스들을 담고있는 자바 프로그래밍 언어 소스 파일(.java 파일)로부터 자바 컴파일러가 생성한다. (다른 JVM 언어들을 사용하여 클래스 파일을 만들 수도 있다.) 소스 파일에 둘 이상의 클래스가 있으면 각 클래스는 별도의 클래스 파일로 컴파일된다.
JVM은 수많은 플랫폼용으로 이용이 가능하며 한 플랫폼에서 컴파일된 클래스 파일은 다른 플랫폼의 JVM에서 실행된다. 그러므로 자바 애플리케이션은 플랫폼 독립적이다.

## 같이 보기
- 자바 바이트코드

## 추가 문헌
- Tim Lindholm, Frank Yellin (1999). 《The Java Virtual Machine Specification》 Seco판. Prentice Hall. ISBN 0-201-43294-3. 2008년 10월 13일에 확인함. The official defining document of the Java Virtual Machine, which includes the class file format. Both the first and second editions of the book are freely available online for viewing and/or download.